# Саламандър (митология)
Саламандър е митологично същество, земноводно, вид огнен дракон. Легендарният саламандър прилича много на истинския саламандър по големина и форма, но му се приписват други качества като например това, че може да живее в огън. Смята се, че се ражда от лавата на вулканите и че живее в нея.
В продължение на векове са се създали различни легенди и символика около това животно. То може да се види на средновековни миниатюри, свързани с алхимията, тъй като алхимиците го отъждествяват с огън. Някои средновековни владетели слагат саламандъра на своя герб, с което заявяват своята храброст и издръжливост. Името на саламандрите се среща и в приказките.